# آندری ویس
آندری ویس (استونیایی: Andrei Veis؛ زادهٔ ۶ آوریل ۱۹۹۰) بازیکن فوتبال اهل استونی است.
از باشگاه‌هایی که در آن بازی کرده‌است می‌توان به باشگاه فوتبال پایده لینامیسکوند، باشگاه فوتبال سیلامائه کالو، باشگاه فوتبال فلورا تالین، و باشگاه فوتبال ویلیاندی تولویک اشاره کرد.
وی همچنین در تیم ملی فوتبال استونی بازی کرده‌است.